# Earl Palmer
Earl Palmer (New Orleans, 1924. október 25. – Banning, 2008. szeptember 19.) amerikai rhythm and blues és rock and roll dobos. A rock and roll egyik megalkotója, a Rock and Roll Hall of Fame tagja.

## Pályakép
Palmer sztepptáncosként már négyévesen magába szívta a ritmusmintákat, és egy kicsit később el is kezdett dobolni. Katonai szolgálata után, 1947-ben bekerült a Dave Bartholomews Bandhez.
1949-ben a Fats Domino első slágerének, a The Fat Mannek a dobosa volt. 1957-ig Cosimo Matassa stúdiójában játszott különböző híressé vált rock and roll felvételeken, köztük Little Richard (Tutti Frutti), Lloyd Price (Lawdy Miss Clawdy) és Smiley Lewis (I Hear You Knockin') és Mouse Bonati felvételein.
1957-ben állásajánlatot kapott Eddie Mesnertől, az Aladdin Records vezetőjétől.
Palmer Los Angelesbe költözött, ahol zenekarvezetőként is kiadott néhány felvételt, köztük a Johnny's House Party című dalt, amellett stúdiózenészként dolgozott többek között Ike Turner és Tina Turner mellett, azonkívül dobolt Frank Sinatra, Ray Charles, Sam Cooke, B.B. King, Eddie Cochran, Johnny Otis, Duane Eddy, Ritchie Valens, Neil Young, Elvis Costello, Bonnie Raitt, Randy Newman, a The Monkees, Professor Longhair, Taj Mahal, Van Dyke Parks és Roy Brown lemezein.
1999-ben megjelent Palmer életrajza, a Backbeat: Earl Palmer's Story. 2000-ben bekerült a Rock and Roll Hírességek Csarnokába (a Sidemen kategóriában).
Palmer Los Angeles-i otthonában halt meg. A Rolling Stone magazin a 25. helyre sorolta Palmert minden idők 100 legjobb dobosa 2016-os listáján.
A dobtörténet egyik legtöbbet szerepelt dobosa. Valódi mesterember volt, az egyik legjobb zenésztárs. A New Orleans-i Palmer olyan régiómeghatározó dalokban játszott, mint Little Richard „Good Golly, Miss Molly”, Fats Domino „I'm Walkin'” és Professor Longhair „Tipitina”. Kaliforniában az egyik legkeresettebb session zenész lett. Carol Kaye azt mondta róla: „Ő volt a legnagyobb dobos, akit valaha hallottam.”
Felvételeinek a hangereje és ritmusa meghatározta Amerika ritmusát... 
Amikor Earl Palmer belevetette magát Little Richard „Lucille”-jába, az úgy hangzott, mintha baseballütőt használna, és azzal egy 30 méteres basszusdobba rúgna.

## Zenekarvezetőként
- 1961: Drumsville (Liberty Records)
- 1962: Percolator Twist (Liberty Records)

### Másokkal

#### David Axelrod
- Song of Innocence (Capitol, 1968)
- Songs of Experience (Capitol, 1969)
- Earth Rot (Capitol, 1970)
- Strange Ladies (MCA, 1977)
- Marchin' (MCA, 1980)
- David Axelrod (Mo' Wax, 2001)

#### The Beach Boys
- The Beach Boys Today! (Capitol, 1965)
- Sunflower (Reprise, 1970)
- L.A. (Light Album) (CBS, 1979)

#### Glen Campbell
- The Astounding 12-String Guitar of Glen Campbell (Capitol, 1964)
- Hey Little One (Capitol, 1968)
- The Glen Campbell Goodtime Album (Capitol, 1970)

#### Sam Cooke
- Twistin' the Night Away (RCA Victor, 1962)
- Mr. Soul (RCA Victor, 1963)
- Ain't That Good News (RCA Victor, 1964)

#### José Feliciano
- 10 to 23 (RCA Victor, 1969)
- That The Spirit Needs (Of Muse And Man) (RCA Victor, 1971)

#### B.B. King
- Blues in My Heart (Crown, 1962)
- L.A. Midnight (ABC, 1972)
- Let the Good Times Roll (MCA, 1999)

#### Peggy Lee
- Blues Cross Country (Capitol, 1962)
- Make It With You (Capitol, 1970)
- Norma Deloris Egstrom from Jamestown, North Dakota (Capitol, 1972)

#### The Monkees
- The Birds, The Bees & The Monkees (Colgems, 1968)
- Head (Colgems, 1968)

#### Little Richard
- Here's Little Richard (Speciality, 1957)
- Little Richard (Speciality, 1958)
- The Fabulous Little Richard (Speciality, 1959)
- The Second Coming (Reprise, 1972)

#### Lalo Schifrin
- Music from Mission: Impossible (Dot, 1967)
- There's a Whole Lalo Schifrin Goin' On (Dot, 1968)
- Ins and Outs (Palo Alto, 1982)

## Díjak
- Rock and Roll Hall of Fame